# 軸心方案
軸心方案（德語：Fall Achse）是第二次世界大戰德國發動來佔領義大利半島的行動，最初名為「亞拉里克行動」（Unternehmen Alarich），但在意大利首相兼法西斯黨領袖貝尼托·墨索里尼被意大利國王及新政府逮捕後，將此計畫名改為「軸心」。主要目標包括：解除義大利皇家陸軍的武裝、重建義大利法西斯政權、繳獲義大利可用的任何作戰資源與裝備、讓位在薩丁島與科西嘉島的德軍完整的撤出和穩固義大利的秩序。
1943年7月10日盟軍登陸西西里島，墨索里尼下台後義大利新政府與盟軍和談，德國於是派出埃爾溫·隆美爾指揮的B集團軍南下佔領各地，9月10日德軍佔領羅馬、9月12日墨索里尼被德國空降獵兵與黨衛軍所救出，並在後來扶持了「義大利社會共和國」，為德國的傀儡政權，使繼續與德國一起對抗盟軍。根據B集團軍的報告，9月19日即俘虜了82名義軍將領、13,000名軍官和430,000名士兵。大部分的義軍船艦都逃過德軍的掌控，只有羅馬號戰鬥艦被德軍轟炸機所擊沉，而位於希臘的義軍則與德軍激戰，在戰鬥結束後約有4,500名義軍俘虜遭到殺害。意大利自己的保護國（在1941年和德國一起創建）克羅地亞獨立國在意大利投降後受德國支持收復了意大利在達爾馬提亞的佔領區，而意大利的盟友羅馬尼亞王國在黑海拘留了5艘意大利潛艇。
根據德軍統計共有1,006,370名義大利軍士兵解除武裝，依地區分佈分別為：
- 法國：8,722人
- 義大利北部：415,682人
- 義大利南部：102,340人
- 南斯拉夫地區：164,986人
- 希臘大陸和愛琴海島嶼：265,000人

繳獲的裝備則有：
- 1,285,871支步槍
- 39,007挺機槍
- 13,906把貝瑞塔38型衝鋒槍
- 8,736門迫擊砲
- 2,754門野戰炮
- 5,568門其他火砲
- 16,631輛車
- 977輛裝甲車輛

只有197,000名義大利士兵與德軍繼續遂行戰爭，其中94,000人多為法西斯份子，其他103,000人則是為了逃脫嚴酷環境的德國集中營才在義大利社會共和國服役。戰爭期間約有600,000和650,000之間的義大利人被關押於德國勞動營，其中37,000至50,000人死去。